# Hymenaster estcourti
Hymenaster estcourti är en sjöstjärneart som beskrevs av McKnight 1973. Hymenaster estcourti ingår i släktet Hymenaster och familjen knubbsjöstjärnor.
Artens utbredningsområde är havet kring Nya Zeeland. Inga underarter finns listade i Catalogue of Life.